# جوديث آلبي
جوديث آلبا غيراردي (بالإسبانية: Judith Alpi) (3 مارس 1893 سانتياغو - 5 فبراير 1983 إبيديم)، رسامة تشيلية تنسب إلى الجيل الثالث عشر وكانت ناشطة في مجال الفنون حيث كانت عضوة في المجموعة المؤسِّسة للجمعية الوطنية للفنون الجميلة إلى جانب الرسامين فرانسيسكو غونزاليس وبيدرو ريزكا. تميّزت أعمالها بالصفاء الذي عكسته الألوان المضيئة وسهولة وقوة ضربات الفرشاة إذ حاولت إبراز فكرة التلوين فوق الرسم».
كانت جوديث تلميذة نيكانورغونزاليس مينديز، وبعد التحاقها بمدرسة الفنون الجميلة، أصبحت طالبة لدى فرناندو ألفاريز دي سوتومايور وخوان فرانسيسكو غونزاليس وألبرتو فالينزويلا لانوس. كما كانت إحدى أول ستة رسامين تشيليين ممن عرضوا أعمالهم بين عامي 1915 و1916، وذلك إلى جانب «إلمينا مويسان» و«خيمينا مورلا دي سوبيركاسيوس» و«سارا كامينو» و«دورا بويلما» و«مريام سانفيونتيس». شاركت جوديث بفاعلية في الصالونات الفنية الرسمية في سانتياغو عام 1915، كما شاركت أعوام 1916، 1918، 1919، 1920، 1921، 1922، 1923، 1924، 1926، 1927، 1929، 1934، 1944، 1946، 1947، 1949، 1967
شاركت جوديث في العديد من المعارض المشتركة بما فيها معرض نُظّم في إشبيلية عام 1929 «معرض إيبرو أمريكا» حيث تلقّت وساماً عن رسمتها «كيمونو أبيض» وشاركت أيضاً في معرض «رسومات ومنحوتات من تشيلي» أقيم عام 2953 في بوينس آيرس.